# Castilleja virgayoides
Castilleja virgayoides är en snyltrotsväxtart som beskrevs av Edwin. Castilleja virgayoides ingår i släktet målarborstar, och familjen snyltrotsväxter. Inga underarter finns listade i Catalogue of Life.